# Nicolo Pio de Garelli
Nicolo Pio de Garelli, auch Pio Nicolò Ritter de Garelli, geb. Pius Nikolaus Garelli (* 10. September 1675 in Bologna; † 21. Juli 1739 in Wien) war ein italienisch-österreichischer Arzt, Leibmedicus, Medizinprofessor und Bibliothekar.

## Leben
Nicolo Pio de Garelli wurde in Bologna als Sohn des Arztes Giovanni Battista Garelli (1649–1732) und dessen Ehefrau Julie de Martelli, die dem Bologneser Adel entstammte, als Pius Nikolaus geboren. Er besuchte das Collegium Poeti in Bologna und studierte anschließend dort Medizin an der Schule des Doktors Mini. Am 26. März 1695 erfolgte die medizinische Promotion in Bologna, am 18. Februar 1696 die Repetition an der Medizinischen Fakultät in Wien.
Am 12. September 1703 wurde de Garelli Leibmedicus des Erzherzogs Karl, des späteren Kaisers Karl VI., der als Karl III. designierter Gegenkönig Spaniens war. Erster Leibmedicus Karls III. war wenige Tage zuvor bereits Andreas Jakob von Fack geworden. De Garelli reiste kurz darauf nach Lissabon, wo er am 8. März 1704 ankam. In etwa im Jahr 1705 gelang ihm die Heilung des portugiesischen Königs Peter II. und er wurde zum Ritter des Christusordens ernannt. Er erhielt zudem eine ordentliche Gnadengabe. Im Jahr 1705 hielt er sich in Katalonien auf. Im Jahr 1711 wurde er kaiserlicher Leibmedicus Kaiser Karls VI. und kehrte im Januar 1712 nach Wien zurück.
Im Jahr 1715/1716 wurde er der Dekan der Medizinischen Fakultät in Wien und betrieb die Statutenerneuerung der Fakultät. Zudem wurde er Medizinprofessor in Bologna. In etwa im Jahr 1720 wurde er in den Ritterstand erhoben. Am 1. August 1720 wurde er mit dem Beinamen Calligenes Mitglied der Leopoldina. Zudem wurde er im Jahr 1723 von Kaiser Karl VI. zum Präfekten der Wiener Hofbibliothek ernannt, nachdem er zuvor im Auftrag des Obersthofmeisters Fürst Johann Leopold Donat von Trautson einen Vorschlag zur Reform der Hofbibliothek in italienischer Sprache verfasst hatte.  Auch wurde de Garelli Sanitätsrat. In der Funktion des Präfekten der Hofbibliothek knüpfte er zahlreiche Kontakte innerhalb Europas, so auch mit dem Medizinprofessor Friedrich Hoffmann in Halle. Am Hof trat er für die Gründung einer wissenschaftlichen Akademie in Wien ein, ohne allerdings in diesem Ansinnen erfolgreich zu sein.
Garelli bewegte sich in einem Kreis von italienischen Gelehrten, der die Werke von René Descartes diskutierte. Auch die Fieberbehandlung mit Chinin war Gegenstand der Diskussionen. Garelli machte sich gemeinsam mit Gabriele Longobardo für diese Chininbehandlung stark. Im Jahr 1732 wurde Garelli kaiserlicher Protomedicus und 1734 Superintendent der Peterschneckschen Studienstiftung. Im Jahr 1735 lehnte er eine Berufung auf den mächtigen Posten eines kaiserlichen Superintendenten der Universität Wien ab, weil er sich überlastet fühlte. Er fungierte als Sanitätsrat und nahm an Beratungen über einen Pestkordon teil. Er verstarb 1739 in Wien.
Unter Garelli kam die Hofbibliothek 1726 in ihr heutiges Gebäude am Josefsplatz. Er ließ das Treppenhaus kunstvoll verzieren.

### Familie
Pio Nicolò Ritter de Garelli war verheiratet mit Maria Barbara Edlem Fräulein von Schickh (* ca. 1695), Tochter des Reichsritters Georg Friedrich von Schickh. Aus der Ehe gingen drei Kinder hervor, Maria Theresia Sabine Barbara (1717–1735), Maria Anna Juliana (1717–1784) und Johann Baptist Fabian Sebastianus (1719–1741). Maria Anna Juliana heiratete 1740 Leopold Gundacker Ritter von Suttner, den Sohn des Arztes Matthias von Suttner, und nach dessen Tod den General Franz Anton von Hallweil. Johann Baptist Fabian Sebastianus verlobte sich mit der Tochter Matthias von Suttners, Antonia von Suttner. Die Familie wohnte in der Alservorstadt in einem Haus mit großen Garten.

## Veröffentlichung
- Pius Nicolaus de Garelli; Hadrianus Pontius; Bernhard Pez: Epistola ad amicum, Hadriani Pontii Epistola Ad Amicum, apud Bibliopolas Francofurti&Lipsia 1735.